# 香山郡
香山郡（ヒャンサンぐん）は、朝鮮民主主義人民共和国慈江道の南西部、名勝地として知られる妙香山の麓に位置する郡。

## 地理
妙香山の山地が郡域の東部に広がる。主峰は毘盧峰（1909m）。
郡の東部の盆地を清川江が貫流しており、邑（郡行政の中心で人民委員会（役場）所在地、香山邑）もここに所在する。西に雲山郡、南に球場郡、東北に慈江道と隣接する。

## 行政区画
1邑・20里を管轄する。
| - 香山邑 - 加佐里 - 舘下里 - 亀頭里 - 蘆峴里 - 龍城里 - 林興里 - 立石里 - 北新峴里 - 上蘆里 - 上西里 | - 石倉里 - 水陽里 - 新化里 - 雲峯里ウンボンニ - 造山里 - 天水里 - 青松里 - 泰平里 - 下西里 - 香巌里 |

## 歴史
現在の香山郡は、1952年に寧辺郡の北薪峴面・泰平面を分離して編成したものである。
妙香山一帯は、高麗時代には普賢寺をはじめとして多くの寺院が建てられ、朝鮮仏教の中心地のひとつであった。妙香山の峰や渓流の名にも仏教の影響が見られる。また、朝鮮王朝実録を納める史庫の一つが置かれたことがある。
北朝鮮の体制下では、金日成主席の専用別荘や国際親善展覧館が建設され、観光地としても整備がすすめられた。1995年には平壌との間に高速道路「平壌-香山観光道路」も建設された。

### 年表
この節の出典
- 1952年12月 - 郡面里統廃合により、平安北道寧辺郡泰平面・北薪峴面および南松面の一部地域をもって、香山郡を設置。香山郡に以下の邑・里が成立。(1邑26里)
  - 香山邑・石倉里・沙川里・仏舞里・水陽里・天水里・立石里・石興里・亀頭里・雲峯里・造山里・新化里・上西里・舘北里・下西里・舘上里・舘下里・香草里・林興里・徳城里・華山里・蘆下里・蘆峴里・加佐里・龍城里・香巌里・沙蘆里
- 1954年 (1邑20里)
  - 沙川里が水陽里に編入。
  - 香草里が香巌里に編入。
  - 石興里が立石里・加佐里に分割編入。
  - 徳城里・蘆下里の各一部が蘆峴里に編入。
  - 立石里の一部が天水里に編入。
  - 香巌里の一部が香山邑・林興里に分割編入。
  - 華山里および徳城里の残部が合併し、北新峴里が発足。
  - 沙蘆里および蘆下里の残部が合併し、上蘆里が発足。
  - 舘上里・舘北里が合併し、泰平里が発足。
- 1984年 - 香山邑・香巌里・北新峴里・林興里を妙香山区として分離(17里)
- 1985年 (1邑6里)
  - 前年に設置された妙香山区を廃止・返還。
  - 雲峯里・亀頭里・立石里・造山里・上西里・下西里が雲山郡に移管。
  - 蘆峴里・龍城里・上蘆里・加佐里・天水里・仏舞里・石倉里・水陽里が球場郡に移管。
- 1989年 - 亀頭里・上西里・下西里を雲山郡から返還。(1邑9里)
- 1996年 - 雲峯里・立石里・造山里を雲山郡から、蘆峴里・龍城里・上蘆里・加佐里・天水里・水陽里・青松里・石倉里を球場郡からそれぞれ返還。(1邑20里)

## 観光
- 妙香山
- 香山ホテル
- 国際親善展覧館
- 普賢寺

## 交通

### 道路
- 平壌-香山観光道路

### 鉄道
- 満浦線
  - 北薪峴駅 - 妙香山駅
- 雲山線（廃止）[2]
  - 北薪峴駅 - 蘆峴駅 - 上西駅 - 雲台山駅

### 航空
- 名称不明の飛行場(40.0286822,126.1925533)